# Ionische Schule (Musik)
Als Ionische Schule (griechisch Επτανησιακή Σχολή Eptanisiakí Scholí) wird eine Gruppe von Komponisten des 19. Jahrhunderts von den Ionischen Inseln bezeichnet, die unter dem Einfluss der italienischen Musik die früheste Ausprägung der neuzeitlichen griechischen Kunstmusik bildet. Gleichzeitig war sie wegweisend für die Ausprägung einer nationalen griechischen Kunstmusik.

## Die italienische Musiktradition der Ionischen Inseln
Die Geschichte der Ionischen Inseln war seit dem Mittelalter von westeuropäischem Einfluss bestimmt, von 1215 bis 1797 standen sie im Besitz der Republik Venedig, dann nach einer kurzen französischen Periode von 1815 bis zur Eingliederung nach Griechenland 1864 als selbständige Vereinigte Staaten der Ionischen Inseln unter britischem Protektorat.

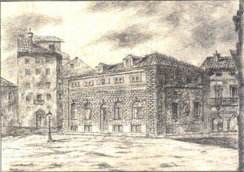
Das Teatro San Giacomo in seiner ursprünglichen Gestalt

Bereits im 18. Jahrhundert etablierte sich namentlich auf Korfu und Zakynthos eine lebendige westeuropäische, bürgerliche Musikkultur, die vor allem von italienischen Musiktraditionen bestimmt wurde. Der älteste Bau des Teatro San Giacomo, des Opernhauses der Inselhauptstadt Korfu, wurde 1690 fertiggestellt und beherbergte zunächst reisende Schauspieltruppen mit Komödien wie den Werken Goldonis und Aufführungen der Commedia dell’arte. Seit 1733 (Hierone Tiranno di Siracusa von Bernardo Sabadini) diente das Haus auch italienischen Opernkompanien als Gastspielort. Das Musikleben der Ionischen Inseln selbst wurde von Einwanderern aus Italien dominiert, die vor allem als Instrumentallehrer tätig waren.
In der Stadt Zakynthos wurde 1815 die erste griechische Musikschule gegründet, 1816 als Philharmonischer Verein (Φιλαρμονικός Σύλλογος Ζακύνθου) unter dem Italiener Marco Battagel das erste Blasorchester, 1843 schließlich das vierzigköpfige Orchester Philharmonische Gesellschaft Zakynthos (Φιλαρμονική Εταιρεία Ζακύνθου) unter Giuseppe Cricca und Francesco Marangoni.

## Erste Generation

Nikolaos Mantzaros

Als erster genuin griechischer Komponist gilt der Korfiote Komponist Nikolaos Mantzaros, der bei Niccolò Antonio Zingarelli in Italien studierte und ab 1823 in Korfu lehrte. Von ihm stammt neben der Musik zur späteren griechischen Nationalhymne mit Il crepusculo (1815) die älteste Oper eines griechischen Komponisten. Seine Freundschaft mit einem der frühen Erforscher und Verfechter der griechischen Volkssprache Dimotiki, dem Dichter Dionysios Solomos, dessen Gedichte er vertonte, führte auch zu den ersten modernen Kompositionen in griechischer Sprache.

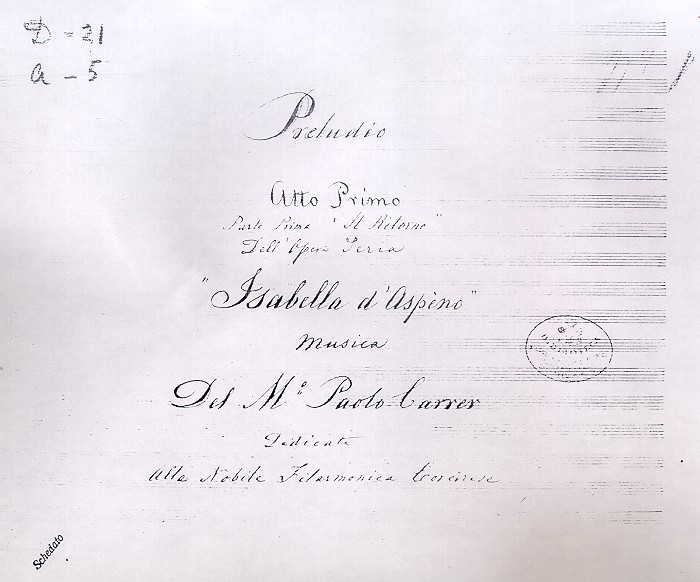
Titelseite des Manuskripts von P. Karrers Isabella d’Aspeno mit Widmung an die Philharmonische Gesellschaft Zakynthos

Nach der Gründung des Konservatoriums der „Philharmonischen Gesellschaft Korfu“ (Φιλαρμονικὴ Ἑταιρεία Κερκύρας) im Jahr 1840 wurde Mantzaros dessen erster Direktor. Von ihm wurden fast alle weiteren ionischen Komponisten ausgebildet, so Frangiskos Domeneginis (1809–1874), Spyridon Xyndas, die Brüder Andonios und Iosif Liveralis, möglicherweise auch der aus Zakynthos stammende Pavlos Carrer, der als wichtigster Opernkomponist der frühen Ionischen Schule gilt. Einige dieser Komponisten stammten von aus Italien eingewanderten Musikern ab, fast alle verbrachten einen Teil ihrer Studien an italienischen Konservatorien.
Die Kompositionen dieser ersten Generation von Komponisten der Ionischen Schule legten – ähnlich der italienischen Musik des 19. Jahrhunderts – den Schwerpunkt auf die Vokalmusik und standen deutlich in der Belcanto-Tradition von Komponisten wie Mercadante, Bellini, Rossini und Verdi. Gleichzeitig begann auch die zaghafte Auseinandersetzung mit griechischer und besonders ionischer Volksmusik, die vor allem in Lied- und Klavierkompositionen zum Ausdruck kam. Für die Theater in Korfu und Zakynthos entstand eine nicht geringe Zahl an Opernkompositionen. Dabei wurden auch Ereignisse des griechischen Unabhängigkeitskampfes der 1820er Jahre auf die Bühne gebracht, mit Xyndas’ Oper O ypopsifios (Ο υποψήφιος ‚Der Kandidat‘) von 1867 kam die erste vollständige Opernkomposition in griechischer Sprache auf die Bühne.

## Zweite Generation

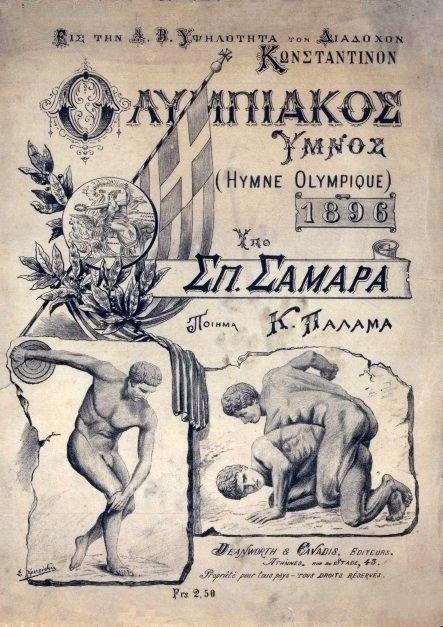
Titelblatt der Olympischen Hymne von Spyros Samaras

Mit der Gründung des Athener Konservatoriums 1871 als erste Hochschule für Musik der Hauptstadt wurde der ionischen Musiktradition erstmals eine nationalgriechische in der Hauptstadt entgegengesetzt. Spyridon Xyndas war einer der ersten Lehrer dort, unter seinen Schülern der aus Korfu stammende Spyros Samaras (1864–1935), der die spätromantisch orientierte zweite Generation der Ionischen Schule repräsentiert. Er studierte nicht mehr nur in Italien, sondern unter anderem in Paris bei Léo Delibes, und war während des aufkommenden Verismo lange als Komponist in Italien erfolgreich, führte seine Werke aber auch in Korfu und Athen auf. Ebenfalls in Frankreich ließ sich Dionysios Lavrangas (1860–1941) aus Kefalonia ausbilden. Seine Oper I dyo adelfia (‚Die beiden Brüder‘) gilt als erste griechische Nationaloper. Die in Korfu geborenen Brüder Napoleon (1864–1932) und Georgios Lambelet (1875–1945) wandten sich stärker der Erforschung griechischer Volksmusik zu und wurden so zu Vorreitern einer griechischen Nationalen Schule, die sich nach und nach vom italienischen Einfluss löste und in dem aus Smyrna stammenden Manolis Kalomiris ihren prominentesten Vertreter finden sollte, der 1908 in einem Manifest die nationale griechische Kunstmusik erstmals postulierte.